# Gampsorhynchus rufulus
El timalí cabeciblanco (Gampsorhynchus rufulus) es una especie de ave paseriforme de la familia Pellorneidae propia del sureste de Asia. 

## Distribución y hábitat
Se lo encuentra en Bangladés, Birmania, Bután, China, India y Nepal. Su hábitat natural son los bosques húmedos subtropicales tanto de montaña como de tierras bajas.